# ألبرت أندرسون (لاعب اتحاد الرغبي)
ألبرت أندرسون (بالإنجليزية: Albert Anderson)‏ هو لاعب اتحاد الرغبي نيوزيلندي، ولد في 5 فبراير 1961 في كرايستشرش في نيوزيلندا.

## وصلات خارجية
- ألبرت أندرسون عل موقع إسبنسكروم (الإنجليزية)